# Sarah Meier
Sarah Meier (Bülach, 4 maggio 1984) è un'ex pattinatrice artistica su ghiaccio svizzera.
Ha vinto la medaglia d'oro ai campionati europei 2011 e la medaglia d'argento agli Europei 2007 e 2008. È stata per otto volte campionessa nazionale svizzera (2000, 2001, 2003, 2005, 2006, 2007, 2008, 2010).
Ha partecipato complessivamente a tre edizioni dei Giochi olimpici: Salt Lake City 2002 (13º posto), Torino 2006 (8º posto) e Vancouver 2010 (15º posto).  Si è ritirata dall'attività agonistica nel gennaio 2011 dopo avere vinto gli Europei disputati a Berna.

## Palmarès
GP: Grand Prix; JGP: Junior Grand Prix
| Internazionali | Internazionali | Internazionali | Internazionali | Internazionali | Internazionali | Internazionali | Internazionali | Internazionali | Internazionali | Internazionali | Internazionali | Internazionali | Internazionali | Internazionali | Internazionali |
| Evento | 1996–97        | 1997–98        | 1998–99        | 1999–00        | 2000–01        | 2001–02        | 2002–03        | 2003–04        | 2004–05        | 2005–06        | 2006–07        | 2007–08        | 2008–09        | 2009–10        | 2010–11        |
| --- | -------------- | -------------- | -------------- | -------------- | -------------- | -------------- | -------------- | -------------- | -------------- | -------------- | -------------- | -------------- | -------------- | -------------- | -------------- |
| Giochi olimpici invernali |                |                |                |                |                | 13°            |                |                |                | 8°             |                |                |                | 15°            |                |
| Campionati mondiali |                |                |                |                | 12°            |                | 19°            | 13°            | 14°            | 6°             | 7°             | 6°             | 9°             | 26°            |                |
| Campionati europei |                |                |                | 16°            | 5°             | 13°            | R              | 10°            | 10°            | 4°             | 2°             | 2°             |                | 5°             | 1°             |
| GP Finale |                |                |                |                |                |                |                |                |                |                | 3°             |                |                |                |                |
| GP Cup of China |                |                |                |                |                |                |                |                |                |                |                |                | 6°             |                |                |
| GP Trophée Eric Bompard |                |                |                |                |                |                | 5°             |                |                |                |                | 4°             |                |                |                |
| GP NHK Trophy |                |                |                |                |                |                | 7°             |                |                | 7°             |                | 2°             |                | R              |                |
| GP Rostelecom Cup |                |                |                |                |                |                |                |                |                |                | 1°             |                |                |                |                |
| GP Skate America |                |                |                |                |                |                |                |                |                |                | 4°             |                |                |                |                |
| GP Skate Canada |                |                |                |                |                | 5°             |                |                |                | 5°             |                |                |                |                | R              |
| Finlandia Trophy |                |                |                |                |                | 9°             |                |                |                |                |                |                | 3°             |                |                |
| Nebelhorn Trophy |                |                |                |                | 2°             |                |                |                |                | 5°             |                |                |                |                |                |
| Ondrej Nepela Trophy |                |                |                |                |                |                | 2°             |                |                |                |                |                |                |                |                |
| Universiadi |                |                |                |                |                |                |                |                | 5°             |                |                |                |                |                |                |
| Internazionali: Junior |                |                |                |                |                |                |                |                |                |                |                |                |                |                |                |
| Campionati mondiali |                |                | 10°            | 3°             |                |                |                |                |                |                |                |                |                |                |                |
| JGP Finale |                |                |                |                | 4°             |                |                |                |                |                |                |                |                |                |                |
| JGP Canada |                |                |                | 6°             |                |                |                |                |                |                |                |                |                |                |                |
| JGP Repubblica Ceca |                |                |                |                | 1°             |                |                |                |                |                |                |                |                |                |                |
| JGP Francia |                |                |                |                | 3°             |                |                |                |                |                |                |                |                |                |                |
| JGP Ungheria |                |                | 4°             |                |                |                |                |                |                |                |                |                |                |                |                |
| JGP Norvegia |                |                |                | 5°             |                |                |                |                |                |                |                |                |                |                |                |
| JGP Slovacchia |                | 10°            |                |                |                |                |                |                |                |                |                |                |                |                |                |
| JGP Ucraina |                |                | 11°            |                |                |                |                |                |                |                |                |                |                |                |                |
| Festival olimpico della gioventù europea |                |                | 2°             |                |                |                |                |                |                |                |                |                |                |                |                |
| Gardena Spring Trophy |                | 7° J           |                |                |                |                |                |                |                |                |                |                |                |                |                |
| Heiko Fischer Pokal | 3°             |                |                |                |                |                |                |                |                |                |                |                |                |                |                |
| Nazionali |                |                |                |                |                |                |                |                |                |                |                |                |                |                |                |
| Campionati svizzeri | 1° N           | 1° J           | 2°             | 1°             | 1°             |                | 1°             |                | 1°             | 1°             | 1°             | 1°             |                | 1°             |                |
| Eventi a squadre |                |                |                |                |                |                |                |                |                |                |                |                |                |                |                |
| Japan Open |                |                |                |                |                |                |                |                |                | 3° S 3° P      | 2° S 2° P      | 2° S 2° P      |                |                | 3° S 4° P      |
| Categorie: N = Novice; J = Junior. R = Ritirata S = Risultato della squadra; P = Risultato personale. Medaglie assegnate solo per il risultato della squadra. |                |                |                |                |                |                |                |                |                |                |                |                |                |                |                |

| Pro-am eventi      | Pro-am eventi | Pro-am eventi |
| Evento             | 2012–13       | 2014–15       |
| ------------------ | ------------- | ------------- |
| Medal Winners Open | 4°            | 2°            |